# Vídeo de alta definição
O Vídeo de alta definição é uma tecnologia que permite filmar com qualidade semelhante ao uso de película cinematográfica, que era muito usada desde a origem do cinema até o fim da década de 2010.
O vídeo de alta definição em 2D consegue mostrar percepção de profundidade desde que seja exibido em um televisor adequado.
O vídeo neste formato leva em conta o suporte do registro (que pode ser óptico ou magnético), a sua forma de codificação (analógica ou digital), a proporção de tela (4:3 ou 16:9), o número de linhas por quadro (720 ou 1080) e mesmo o sistema desenvolvido pelas marcas líderes no mercado (Arri Alexa, HDDV, CineAlta, etc). As normas internacionalmente aceitas para "broadcasting" (transmissão de TV aberta) são alvo de disputas constantes, e ainda não são consensuais.
Para além dos sistemas de captação, há que se ter em conta os sistemas de emissão ou exibição em consumo doméstico. O uso de cabeamento adequado nas ligações entre dispositivos de recepção, monitores e televisores, como por exemplo os HDMI, permitem um visionamento final com uma qualidade de brilho, contraste, definição, luminância e crominância acima da média (sampleamento de imagem).
Considera-se "Full HD" qualquer sistema com um mínimo de 1080 linhas, proporção de tela 16:9 (mínimo de 1920 x 1080 pixels), varredura progressiva ou entrelaçada, e cadência de 25 ou 30 frames por segundo.

## Resoluções
Algumas resoluções de vídeo do tipo High Definition (HD) com as respectívas proporções:
- 720p: 1280 x 720;[2][3]
- 1080p: 1920 x 1080;[2][3]
- 2160p (4K): 3840 x 2160;[2][3]
- 4320p (8K): 7680 x 4320.[2][3]